# Senador Alexandre Costa
Pour les articles homonymes, voir Senador.
Senador Alexandre Costa est une municipalité brésilienne située dans l'État du Maranhão.